# 다사카 가즈아키
다사카 가즈아키(일본어: 田坂 和昭, 1971년 8월 3일 ~ )는 일본의 전직 축구 선수이자 현 축구 지도자로 현역 시절 벨마레 히라쓰카, 시미즈 에스펄스, 세레소 오사카 등에서 미드필더로 활약했다.

## 구단 경력
1994년 J1리그의 벨마레 히라쓰카에 입단했다. 1994년에 천황배 우승을 차지했다. 1998년까지 176경기에 출전하여, 3득점을 넣었다. 1999년 시미즈 에스펄스로 이적했다. 2000년 세레소 오사카로 이적했다. 2001년후 J2리그에 강등했다. 2002년후 현역 은퇴.

## 국가대표팀 경력
그는 1995년 기린컵에 참가할 일본 국가대표팀에 발탁되었으며, 5월 28일 에콰도르와의 경기에서 데뷔했다. 1999년 코파 아메리카에도 출전했다. 그는 1999년까지 국제 A매치 통산 7경기에 출전했다.

## 통계
| 일본 | 일본 | 일본 |
| 연도 | 출전 | 득점 |
| ---- | ---- | ---- |
| 1995 | 4    | 0    |
| 1996 | 0    | 0    |
| 1997 | 0    | 0    |
| 1998 | 0    | 0    |
| 1999 | 3    | 0    |
| 통산 | 7    | 0    |